# Abutilon julianae
Abutilon julianae är en malvaväxtart som beskrevs av Stephan Ladislaus Endlicher. Abutilon julianae ingår i släktet klockmalvor, och familjen malvaväxter. Inga underarter finns listade i Catalogue of Life.